# Naja samarensis
Naja samarensis este o specie de șerpi din genul Naja, familia Elapidae, descrisă de Peters 1861. A fost clasificată de IUCN ca specie cu risc scăzut. Conform Catalogue of Life specia Naja samarensis nu are subspecii cunoscute.

## Galerie

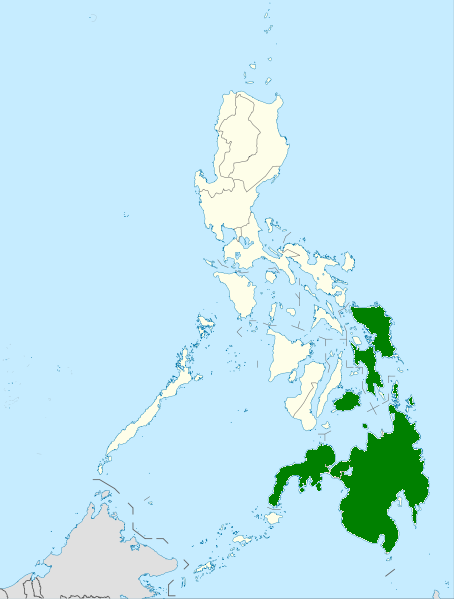